# Женишке (Восточно-Казахстанская область)
Женишке (каз. Жіңішке) — упразднённое село в Жарминском районе Восточно-Казахстанской области Казахстана. Входило в состав Калбатауского сельского округа. Код КАТО — 634430500. Ликвидировано в 2013 году.

## Население
В 1999 году население села составляло 203 человека (104 мужчины и 99 женщин). По данным переписи 2009 года, в селе проживали 64 человека (37 мужчин и 27 женщин).